# Palazzo Gradenigo
Palazzo Gradenigo è un palazzo di Venezia, ubicato nel sestiere di Santa Croce (768), vicino a Palazzo Soranzo Cappello e alla chiesa di San Simeone Profeta. Si affaccia su rio Marin.

## Storia
Edificato su progetto dell'architetto Domenico Margutti, un discepolo del Longhena, sul finire del XVII secolo per essere grandiosa dimora della famiglia Gradenigo, tra le più illustri del patriziato veneziano. Nei secoli del suo splendore, il palazzo fu luogo di grandiose feste, che si tenevano nei giardini dei Gradenigo.
Nel primo Novecento gli stessi giardini, ancora integri, ispirarono alcuni luoghi de Il Fuoco del poeta Gabriele D'Annunzio.
Attualmente, in buono stato dopo essere stato restaurato nel 1999, il palazzo è solo in parte di proprietà della famiglia committente.

## Descrizione
La facciata, articolata su tre livelli più sottotetto aperto da finestrelle quadrate, dà sul rio, sul quale, al pian terreno, si aprono ben due portali.
I due piani nobili risultano asimmetrici: il primo è aperto da una serie di dieci monofore balaustrate; il secondo da finestre più ampie con mascherone, tra le quali spicca, all'estrema sinistra, una quadrifora, alla quale corrisponde, sulla facciata che dà sul giardino, una trifora.
È proprio il giardino ad aver reso celebre il palazzo: infatti, fino agli inizi del XX secolo, era tra i maggiori vanti dei Gradenigo, trattandosi di uno dei più sfarzosi della città lagunare ed essendo vastissimo: di esso resta ben poco, a seguito dello sviluppo dell'edilizia nell'area circostante.
Internamente è stata manomessa gran parte della decorazione pittorica originale; tuttavia restano stucchi secenteschi e alcuni affreschi settecenteschi attribuiti a Jacopo Guarana.